# ポリリジン
ポリリジン（ε-ポリ-L-リジン、EPL）は、必須アミノ酸の一つL-リジンの低分子天然ホモポリマーで、細菌による発酵によって生産される。ε-ポリ-L-リジンは、食品の天然の防腐剤として使用される。

## 化学構造と機能
ε-ポリリジンは、通常約25〜30のL-リジン残基のホモポリペプチドとしてつくられる。イプシロン（ε）はリジン分子の結合のしかたを意味し，この結合は、α-炭素で結合する通常のペプチド結合とは異なり、リジン残基の側鎖に存在するε-アミノ基とカルボキシル基との間のペプチド結合である。ε-ポリリジンはカチオン性ポリマーに属する。ε-ポリリジンは親水性アミノ基を含み、水中では正に帯電する。 研究によれば、ε-ポリリジンは細菌の細胞表面に静電的に吸着されたのち細菌の外膜を剥離させる。これは結果的に細胞質の異常な分布をひきおこし、細菌の細胞に障害を与える。

## 製造
自然発酵によるポリリジンの生産は、唯一ストレプトマイセス属の細菌の菌株にのみみられる。Streptmyces albulus が最も多くの科学的研究で使用され、また、ε-ポリリジンの商業生産のために使用されている。
自然発酵法によるε-ポリリジンの生産は、1977年に大阪府立大学の島昭二と酒井平一により報告された 。1980年代後半以来、日本においてはポリリジンは厚生労働省により食品の防腐剤（保存料）として承認されている。2004年1月には米国でも「一般に安全と認められる」物質として認定された。

## 食品用のポリリジン
ポリリジンは商業的には日本、韓国、米国において食品添加物（保存料）として使用されている。ポリリジンを含む食品は主に日本でみられる。ポリリジンは一般的に、白飯、調理済み野菜、スープ類、麺類、寿司用の魚の切り身などの食品用途で使用されている。
ε-ポリリジンは酵母 、真菌、グラム陽性菌およびグラム陰性菌に対し抗菌効果を示す。
ポリリジンは淡黄色の外観を呈する粉末または液体であり、若干の苦味を有する。

## 組織培養におけるポリリジン（α-ポリリジン）
α-ポリリジン（α-ポリ-L-リジン (PLL) またはα-ポリ-D-リジン）は、培養細胞の付着性を向上させるために培養プラスチック容器の表面コート剤として一般的に使用される。

## 化学修飾
2010年にオクテニルコハク酸無水物（OSA）とEPLを反応させて疎水性に変えられたε-ポリリジンが合成された。このOSA-γ-EPLは、EPLよりも低いガラス転移温度を有していることが判明した。 OSA-γ-EPLは、水中で水の表面張力を下げ、両親媒性のポリマーミセルを形成した。 OSA-γ-EPLの抗菌活性について検討したところ、大腸菌 O157:H7株に対するOSA-γ-EPLの最小発育阻止濃度はEPLとほぼ同じであった。 すなわち化学修飾されたEPLは水不溶性の薬物のカプセル化における界面活性剤や乳化剤として、または抗菌剤として使用することができる二官能性分子になる可能性を秘めている。